# Ovidio G. Assonitis
Ovidio Gabriel Assonitis  (nascut el 18 de gener de 1943) és un  executiu d'entreteniment, productor de cinema, guionista i director greco-italià d'origen egipci conegut per les seves nombroses pel·lícules de sèrie B com Chi sei?, Tentacoli, Madhouse, i Piranya 2.

## Primers anys i carrera
A mitjans de la dècada de 1960, Assonitis va iniciar una àmplia xarxa de distribució a l'Extrem Orient i en el període de 10 anys va distribuir més de 900 pel·lícules des d'oficines a Tailàndia, Hong Kong, Singapur, Filipines i Indonèsia. Els seus antics socis i associats foren SAR el príncep Anusom Yukol (germà del rei de Tailàndia), John Litton (president de Mever Films, propietari del cinema i antic president del Festival de Cinema de Filipines), els Shaw Brothers, Alexander Tedja i Kong Cho Yee (d'Edko Films).

## Carrera de productor independent
A finals dels anys 60, Assonitis va començar a produir pel·lícules ell mateix amb el documental The Labyrinth of Sex i el giallo thriller Chi l'ha vista morire? que es va estrenar a l'altura del gènere giallo . El mateix any, Assonitis va llançar un dels seus primers èxits, Il paese del sesso selvaggio. La pel·lícula i el seu títol es van inspirar principalment en Un home anomenat Cavall, que també presentava un home blanc que s'incorpora a una tribu que originalment el tenia captiu. La pel·lícula és la primera del subgènere de pel·lícules italianes de caníbals que es van fer a finals dels 70 i principis dels 80
L'any següent, Assonitis va produir L'ultima neve di primavera. La pel·lícula va obtenir un gran èxit comercial, especialment al Regne Unit i va iniciar la carrera de l'actor infantil Renato Cestiè. Aleshores, Assonitis va intentar, sense èxit, comprar els drets de pantalla de William Peter Blatty The Exorcist. Aleshores Assonitis va contractar una successió d'escriptors per crear una història de possessió original que finalment es va convertir en la Chi sei?. La pel·lícula va marcar el debut com a director d'Assonitis, sota el seu pseudònim sovint utilitzat, Oliver Hellman. La pel·lícula havia de ser estrenada originalment per American International Pictures, els socis estatunidencs d'Assonitis; la pel·lícula va ser llançada per  Edward L. Montoro la seva empresa Film Ventures International, Va ser un gran èxit comercial als Estats Units, on va guanyar 15 milions de dòlars a la taquilla dels EUA i va guanyar més de 40 milions de dòlars a tot el món. Warner Bros. va presentar immediatament una demanda, reclamant una infracció dels drets d'autor a causa de semblances amb L'exorcista.
Va tornar a produir amb Laure, una pel·lícula original basada en les experiències d'Emmanuelle Arsan, que va escriure la història original de la pel·lícula. Originalment, la pel·lícula estava programada per protagonitzar-la Linda Lovelace, però a causa dels seus problemes personals en aquell moment, va ser refundada en el paper secundari de Natalie Morgan, abans de ser abandonada completament de la pel·lícula. El mateix any, va produir Dedicato a una stella dirigida per Luigi Cozzi i coescrit per la dona d'Assonitis, Sonia Molteni, a partir de la seva idea original.
L'esforç de direcció de segon d'Assonitis va arribar després de l'enorme èxit de taquilla de Tauró, quan ell i American International Pictures van produir Tentacoli. La pel·lícula incloïa un repartiment d'estrelles com John Huston, Shelley Winters, Bo Hopkins i Henry Fonda. La pel·lícula va recaptar 3.000.000 dòlars amb un pressupost de només 750.000 dòlars.
El 1979 Assonitis va produir Stridulum. La pel·lícula va ser dirigida per Giulio Paradisi i va comptar amb un altre repartiment d'estrelles, com John Huston, Shelley Winters, Mel Ferrer, Glenn Ford i Sam Peckinpah amb un cameo de Kareem Abdul-Jabbar i un pròleg sense crèdit de Franco Nero. La pel·lícula era originalment una història més senzilla amb un guió de Lou Comici, on un nen d'Atlanta està posseït per un dimoni i es requereix un exorcista visitant de Polònia per alliberar-lo. Tanmateix, Paradisi va reescriure el guió per incloure més elements de ciència-ficció per evitar qualsevol associació amb L'exorcista. La pel·lícula va tenir èxit comercial a Europa després de l'estrena, però la distribuïdora estatunidenca American International Pictures va optar per retallar la pel·lícula, eliminant totes les escenes parlants de Franco Nero i reordenant l'ordre d'algunes escenes, i la pel·lícula no va ser un èxit. Tanmateix, l'any 2013, el distribuïdor independent Drafthouse Films va adquirir la pel·lícula i va tornar a llançar el tall europeu remasteritzat als Estats Units. En els anys posteriors, la pel·lícula ha sofert una reavaluació crítica i ara té una puntuació d'aprovació del 78%, basada en 18 ressenyes, i una puntuació mitjana de 6,4/10 a l'agregador de ressenyes Rotten Tomatoes. A Metacritic, la pel·lícula té una mitjana ponderada de  65 sobre 100, basat en 5 crítiques, indicant "ressenyes generalment possitives".
Assonitis va tornar a dirigir el 1981 amb Madhouse, però la pel·lícula va comptar amb actors desconeguts i es va trobar al costat de la pel·lícula d'Assonitis de 1972, Il paese del sesso selvaggio, a la famosa llista de videos nasty, una llista de pel·lícules prohibides al Regne Unit i l'explotació del Regne Unit. BBFC a la dècada de 1980 per violència i obscenitat i, com a resultat, la pel·lícula mai no es va estrenar en cinemes al Regne Unit. El mateix any, Warner Bros. va portar Assonitis com a productor executiu Piranya 2, en substitució de Jeff Schechtman. Miller Drake, que havia estat contractat per Schechtman per coescriure la pel·lícula amb Charles H. Eglee i per dirigir la pel·lícula, però Assonitis va treure el projecte i va contractar a Rob Bottin per dirigir-la. Bottin ja havia estat contractat per fer els efectes especials de la pel·lícula, però aviat va marxar per treballar a La cosa. Aleshores va ser contractat James Cameron i va reescriure el guió amb Eglee i Assonitis sota el pseudònim H.A. Milton. Després de la primera setmana de rodatge, l'harmonia del plató es va veure alterada per algunes discussions sobre la feina entre el director i els productors (Assonitis, a qui se li va demanar que verifiqués les activitats quotidianes, va discutir la majoria de les decisions de Cameron), així que, mentre que Cameron només era responsable del rodatge, la majoria de les decisions van ser sota l'autoritat d'Assonitis. La pel·lícula va ser estrenada per Saturn International Pictures a nivell nacional i per Columbia Pictures internacionalment i va ser un fracàs de taquilla.
Assonitis va continuar produint durant la dècada de 1980 amb les pel·lícules Choke Canyon, una pel·lícula d'acció protagonitzada per Stephen Collins, Janet Julian, Bo Svenson i Lance Henriksen sobre un científic que intenta desenvolupar una font d'energia alternativa mentre és perseguit per una corporació malvada; i la pel·lícula de Miles O'Keeffe Iron Warrior distribuïda per Orion Pictures.

## Trans World Entertainment
El 1987, Assonitis va signar un acord multipel·lícula amb Trans World Entertainment, aleshores dirigida per Moshe Diamant i Eduard Sarlui. La primera de les pel·lícules que es va produir va ser The Farm, estrenada com a The Curse, una pel·lícula de terror de ciència-ficció protagonitzada per Wil Wheaton i Claude Akins, basada en el conte de H.P. Lovecraft The Colour Out of Space La pel·lícula va recaptar 1.169.922 dòlars des del seu cap de setmana d'estrena i va acabar amb una recaptació d'1.930.001 dòlars a taquilla. La pel·lícula també es va vendre considerablement bé en vídeo casolà. Durant els dos anys següents, Assonitis va produir tres pel·lícules més en el marc de l'acord: Sonny Boy, protagonitzada per Paul L. Smith, David Carradine i Brad Dourif; The Bite i Amok Train. The Bite (originalment anunciada com The Reptile Man) i Amok Train (anunciada com Beyond the Door 2: The Train) van ser retitulades com  Curse II: The Bite i Beyond the Door III respectivament per capitalitzar sobre l'èxit de les pel·lícules anteriors. Ovidio G. Assonitis Productions tenia previst produir una altra pel·lícula de terror després de Beyond the Door III, titulada The Frame, però mai es va fer.

## Cannon Pictures Inc
El 1989, va esdevenir president de la recentment rellançada Cannon Pictures Inc. Assonitis va ser contractat pel financer italià Giancarlo Parretti després de la marxa de l'expresident Menahem Golan i la reestructuració de The Cannon Group, aleshores rebatejada com a Pathé Communications. Assonitis va donar llum verda a diversos projectes; Lambada, Midnight Ride, No Place to Hide, Fifty/Fifty, Over the Line (que també va dirigir, el seu últim crèdit com a director fins ara), així com les seqüeles American Ninja 4: The Annihilation i Little Ninja Man, més tard retitulada com American Ninja 5. També va desenvolupar un projecte amb Wings, anunciat amb Michael Dudikoff, però la pel·lícula mai es va fer. A causa de problemes financers a l'empresa, el contracte d'Assonitis es va rescindir el 1990, abans que molts dels seus projectes s'haguessin estrenat. Assonitis va demandar Pathé Communications per la rescissió injustificada del seu contracte. Va guanyar la demanda el 1998 i va rebre una compensació de 2,9 milions de dòlars.

## Retorn a la producció independent
Després del seu acomiadament de Cannon Pictures Inc., Assonitis va adquirir els drets de Perfum de dona a Universal Pictures. Universal va adquirir els drets i va refer la pel·lícula com a Scent of a Woman protagonitzada per Al Pacino i dirigida per Martin Brest. Estrenada a tot el món el 1993, la pel·lícula va recaptar 63.095.253 dòlars als Estats Units i 71 milions de dòlars internacionalment, amb un total de 134.095.253 dòlars arreu del món. La pel·lícula va ser nominada a quatre premis Oscar, inclòs a la Millor Pel·lícula, i Pacino va guanyar l'Millor Actor. Assonitis, que havia originat el projecte i va optar per no aparèixer als crèdits del muntatge final de la pel·lícula, va publicar un anunci a tota una pàgina a Variety felicitant Tom Pollock, Universal Pictures i Martin Brest per l'èxit de l'adaptació i lloant Al Pacino per la seva victòria a l'Oscar.
A mitjans dels anys 90, Assonitis va treballar com a consultor per a Stone Canyon Investments d'Ibrahim Moussa. El 1998, Paul Guez va comprar l'empresa i poc després es va anunciar un acord amb MGM Animation per produir tres pel·lícules, començant amb Tom Sawyer i Night at the Opera, tanmateix, només es va produir "Tom Sawyer" abans que MGM Animation tanqués. L'empresa va signar un acord de "primera ullada" amb el director Reginald Hudlin i la seva empresa Hudlin Bros. Tanmateix, no es van produir pel·lícules a partir d'aquest acord i Stone Canyon Investments va tancar poc després.
Després de produir Sabrina Goes to Rome per a Paramount Domestic Television i ABC el 1998, Assonitis va produir la pel·lícula slasher italiana de 2003 Red Riding Hood directed by Giacomo Cimini.
Des del 2003, Assonitis s'ha concentrat en projectes comercials i de distribució cinematogràfica al sud-est asiàtic i Malàisia. El 2021, Assonitis va rebre el Premi Honorífic a la Independència Alemanya del Festival Internacional de Cinema d'Oldenburg. El festival va obrir amb una projecció teatral de Tentacoli i també va dur a terme una retrospectiva de les seves pel·lícules, incloent-hi  Chi l'ha vista morire?, Chi sei?, Stridulum, Madhouse i Piranya 2. Més tard va anunciar que una seqüela de Chi sei? titulada Embryo que s'estrenaria el 2023 i que Juliet Mills tornaria a protagonitzar-la. Assonitis va rebre el Premi Màquina del Temps del Festival de Cinema de Sitges a l'octubre de 2024 per la seva polifacètica carrera i el seu paper fonamental en el desenvolupament del cinema italià des dels anys seixanta. Chi sei? també es va projectar al festival per celebrar el 50è aniversari de la seva estrena.

## Filmografia parcial
| Any  | Títol                                | Acreditat com | Acreditat com | Acreditat com | Director                                | Notes |
| Any  | Títol                                | Director      | Guionista     | Productor     | Director                                | Notes |
| ---- | ------------------------------------ | ------------- | ------------- | ------------- | --------------------------------------- | --- |
| 1969 | Nel labirinto del sesso (Psichidion) | No            | No            | Sí            | Alfonso Brescia                         | a.k.a. The Labyrinth of Sex                                                                                  |
| 1972 | Chi l'ha vista morire?               | No            | No            | Associat      | Aldo Lado                               | Protagonista George Lazenby                                                                                  |
| 1972 | Il paese del sesso selvaggio         | No            | No            | Sí            | Umberto Lenzi                           | a.k.a. Sacrifice!                                                                                            |
| 1973 | Un amore cosi fragile, cosi violento | No            | No            | Executiu      | Leros Pittoni                           | |
| 1973 | L'ultima neve di primavera           | No            | No            | Sí            | Raimondo Del Balzo                      | |
| 1974 | Superuomini, superdonne, superbotte  | No            | No            | Executiu      | Alfonso Brescia                         | |
| 1974 | Chi sei?                             | Sí            | Sí            | Sí            | Ovidio Assonitis i Roberto Piazzoli     | a.k.a. The Devil Within Her                                                                                  |
| 1975 | Abicinema                            | No            | No            | Sí            | Giuseppe Bertolucci                     | documental                                                                                                   |
| 1976 | Laure                                | No            | Sí            | Sí            | Emmanuelle Arsan (acreditat com anònim) | a.k.a. Forever Emmanuelle. Dirigit a l'ombra per Louis-Jacques Rollet-Andriane id Roberto D'Ettorre Piazzoli |
| 1976 | Dedicato a una stella                | No            | No            | Sí            | Luigi Cozzi                             | co-escrit per Sonia Molteni                                                                                  |
| 1976 | Bertolucci secondo il cinema         | No            | No            | Sí            | Gianni Amelio                           | documental                                                                                                   |
| 1977 | Tentacoli                            | Sí            | No            | Executiu      | Ovidio Assonitis (com Oliver Hellman)   | Protagonista John Huston, Shelley Winters, Claude Akins i Henry Fonda                                        |
| 1978 | Last Touch of Love                   | No            | No            | Executiu      | Filippo Ottoni                          | a.k.a. The Day Santa Claus Cried; coescrita per Sonia Molteni                                                |
| 1979 | Stridulum                            | No            | Història      | Sí            | Giulio Paradisi                         | |
| 1981 | Madhouse                             | Sí            | Sí            | Sí            | Ovidio Assonitis (com a Oliver Hellman) | a.k.a. There Was a Little Girl                                                                               |
| 1981 | Rollerboy                            | Sí            | No            | Sí            | Ovidio Assonitis (com a Oliver Hellman) | a.k.a. Desperate Moves a.k.a. Steigler, Stiegler                                                             |
| 1982 | Piranya 2                            | Sí            | Sí            | Executiu      | James Cameron i Ovidio G. Assonitis     | a.k.a. Piranha 2: Flying Killers                                                                             |
| 1986 | Choke Canyon                         | No            | Sí            | Sí            | Charles Bail (com a Chuck Bail)         | a.k.a. On Dangerous Ground                                                                                   |
| 1986 | Lone Runner                          | No            | No            | Sí            | Ruggero Deodato                         | a.k.a. Fistful of Diamonds i Flash Fighter                                                                   |
| 1987 | Iron Warrior                         | No            | No            | Sí            | Alfonso Brescia                         | sense acreditar                                                                                              |
| 1987 | The Curse                            | No            | No            | Sí            | David Keith                             | productor associat Lucio Fulci                                                                               |
| 1989 | Sonny Boy                            | No            | No            | Sí            | Robert Martin Carroll                   | Protagonista Paul L. Smith, David Carradine i Brad Dourif                                                    |
| 1989 | Curse II: The Bite                   | No            | No            | Executiu      | Frederico Prosperi                      | a.k.a. The Bite                                                                                              |
| 1989 | Beyond the Door III                  | No            | No            | Executiu      | Jeff Kwitney                            | a.k.a Amok Train, Protagonista Bo Svenson                                                                    |
| 1990 | Midnight Ride                        | No            | No            | Sí            | Bob Bralver                             | produïda per Cannon Pictures Inc.                                                                            |
| 1990 | American Ninja 4: The Annihilation   | No            | No            | Sí            | Cedric Sundstrom                        | produïda per Cannon Pictures Inc.                                                                            |
| 1990 | Lambada                              | No            | No            | Executiu      | Joel Silberg                            | produïda per Cannon Pictures Inc.                                                                            |
| 1992 | Scent of a Woman                     | No            | No            | Executiu      | Martin Brest                            | nominatada a l'Oscar a la millor pel·lícula                                                                  |
| 1993 | No Place to Hide                     | No            | No            | Sí            | Richard Danus                           | produïda per Cannon Pictures Inc.                                                                            |
| 1993 | American Ninja V                     | No            | No            | Sí            | Bob Bralver (com a Bobby Gene Leonard)  | produïda per International Movie Service s.r.l.                                                              |
| 1993 | Over the Line                        | Sí            | No            | Sí            | Ovidio Assonitis and Roberto Piazzoli   | produïda per International Movie Service s.r.l.                                                              |
| 2003 | Red Riding Hood                      | No            | Sí            | Executiu      | Giacomo Cimini                          | basat en La Caputxeta Vermella de Charles Perrault i els germans Grimm                                       |
| TBA  | Embryo                               | No            | Sí            | Sí            | Anunciada                               | seqüela de Chi sei?                                                                                          |